# Marcel Woods
Marcel Woods (właściwie Marcel Scheffers) – holenderski DJ i producent muzyczny pochodzący z Eindhoven. W maju 2014 ogłosił zakończenie prawie 25-letniej kariery.

## Życiorys
Swoją karierę zaczął w latach 90. Jego pierwszym sukcesem był wydany w 2001 roku utwór „De Bom”, plasujący się wysoko na listach przebojów. W 2002 roku zremiksował hymn Sensation White. Jednym z większych hitów Marcela Woodsa był wydany w 2006 roku utwór Advanced, który został wybrany przez Tiësto oficjalnym hymnem Trance Energy. W swojej karierze grywał m.in. na: Mayday, Sensation White i Black, Defqon.1, Trance Energy i Mystery Land. Wyprodukował również szereg singli pod pseudonimem Mr. Rowan.

## Dyskografia

### Albumy
- ID&T Hardtrance 4 (2004)
- Dance Valley Festival 2005: Sunset (2005)
- High Contrast Recordings presents Marcel Woods (2006)
- Musical Madness (2008)

### Single
- Marcel Woods – De Bom
- Nico Parisi vs. Marcel Woods/DJ Frederik – Dramatic Feelings/Reflections
- Marcel Woods – The Exsample E.P.
- Woods & Jorn – Trance Maniac
- Marcel Woods – Driver EP (1997)
- Marcel Woods – BlackMen (1999)
- Marcel Woods – In Your Soul (1999)
- Marcel Woods – Mescalinum / Believer (1999)
- Mr. Rowan – Freedom EP (1999)
- Mr. Rowan – The Past, Present, & Future E.P. (1999)
- Marcel Woods – Push-E-Cat (2000)
- Marcel Woods – De Bom 2001 (2001)
- DJ Gert vs. DJ Marcel Woods – Once Upon A Time In The West (2001)
- Marcel Woods & Walt – Te Quiero (2001)
- Marcel Woods – De Bom 2001 Revisited (2002)
- Marcel Woods – Drama (2002)
- DJ Gert vs. Marcel Woods – Once Upon A Time In The West (Remixes) (2002)
- Mr. Rowan – Skinny Witch Bitch Size Two (2002)
- Marcel Woods – A Decade (2003)
- Marcel Woods – Serenity (2003)
- Marcel Woods – Time’s Running Out (2003)
- Marcel Woods – Static State (2004)
- Marcel Woods – Advanced (2005)
- Marcel Woods – Cherry Blossom / Beautiful Mind (2005)
- Marcel Woods vs. Jesselyn – Flora / Fauna (2005)
- Marcel Woods – Accelerate (2006)
- Marcel Woods – Monotone (2006)
- Marcel Woods – Signed, Sealed And Delivered (It’s Yours E.P.) (2006)
- Marcel Woods – 3Stortion & Lemon Tree (High Contrast Recordings) (2007)
- Marcel Woods – Don’t tar me with same brush & Get The Kleenex (High Contrast Recordings) (2007)
- Marcel Woods – Life is like a box of chocolates (High Contrast Recordings) (2008)
- Marcel Woods – High 5 (2008)
- Marcel Woods – Beautifull Mind 2008 (High Contrast Recordings) (2008)
- Marcel Woods – Tomorrow (2010)
- Marcel Woods – BPM [Orginal & Second Mix] (High Contrast Recordings)  (2010)
- Marcel Woods & W&W – Trigger (2012)